# 大理石鏢鱸
大理石鏢鱸為輻鰭魚綱鱸形目鱸亞目河鱸科的其中一種，分布於美國田納西河流域，體長可達4.1公分，棲息在中底層水域。